# Dubravni (Rostov)
|  | Per a altres significats, vegeu «Dubravni». |

Dubravni (en rus: Дубравный) és un poble (un possiólok) de l'óblast de Rostov, a Rússia, segons el cens rus del 2017 tenia 693 habitants. Pertany al districte de Tsimliansk.